# Alexander Borromeo
Alexander Charles Luis Borromeo, noto anche con il diminutivo Aly (San Francisco, 28 giugno 1983), è un ex calciatore filippino, di ruolo difensore.

## Biografia
È nato a San Francisco, negli Stati Uniti, figlio biologico dell'imprenditore australiano Marcus Blackmore e della filippina Mary Ann Luis Borromeo. Mary Ann lo porta a Manila poco dopo la nascita, crescendolo come ragazza-madre. Borromeo conoscerà il padre biologico solamente all'età di 27 anni.
Dal 2016 al 2018 è stato legato sentimentalmente all'attrice e cantante filippina KC Concepcion.

## Caratteristiche tecniche
Borromeo era un giocatore possente, versatile e dotato di una buona intelligenza tattica, efficace nei contrasti e dotato di un ottimo senso della posizione. Agli inizi di carriera occupava spesso il ruolo di portiere; calciatore polivalente, il suo ruolo principale era quello di difensore centrale ma all'occorrenza era capace di svolgere anche la posizione di laterale di difesa e oppure di mediano. In alcune occasioni ha svolto addirittura il ruolo di attaccante.

## Carriera
Proveniente dalle giovanili del Kaya, viene promosso in prima squadra nel 2003 e ricopre per diversi anni il ruolo di capitano. Nella stagione 2010-11 viene mandato in prestito al Global, squadra che guida alla vittoria della Coppa UFL.
Il 15 ottobre 2011, durante la partita di Coppa UFC contro il Diliman, si procura la rottura del legamento crociato anteriore destro: l'infortunio lo costringe ad un lungo stop e gli fa perdere il posto in prima squadra e nella Nazionale filippina. Torna in campo il 12 maggio 2012, come sostituto in un pareggio per 2-2 contro il Loyola Meralco Sparks.

## Statistiche

### Cronologia presenze e reti in Nazionale
| Cronologia completa delle presenze e delle reti in nazionale ― Filippine | Cronologia completa delle presenze e delle reti in nazionale ― Filippine | Cronologia completa delle presenze e delle reti in nazionale ― Filippine | Cronologia completa delle presenze e delle reti in nazionale ― Filippine | Cronologia completa delle presenze e delle reti in nazionale ― Filippine | Cronologia completa delle presenze e delle reti in nazionale ― Filippine | Cronologia completa delle presenze e delle reti in nazionale ― Filippine | Cronologia completa delle presenze e delle reti in nazionale ― Filippine |
| Data                                                                     | Città                                                                    | In casa                                                                  | Risultato                                                                | Ospiti                                                                   | Competizione                                                             | Reti                                                                     | Note                                                                     |
| ------------------------------------------------------------------------ | ------------------------------------------------------------------------ | ------------------------------------------------------------------------ | ------------------------------------------------------------------------ | ------------------------------------------------------------------------ | ------------------------------------------------------------------------ | ------------------------------------------------------------------------ | ------------------------------------------------------------------------ |
| 1-4-2006                                                                 | Chittagong                                                               | Taiwan                                                                   | 1 – 0                                                                    | Filippine                                                                | AFC Challenge Cup 2006                                                   | -                                                                        | Cap.                                                                     |
| 3-4-2006                                                                 | Chittagong                                                               | India                                                                    | 1 – 1                                                                    | Filippine                                                                | AFC Challenge Cup 2006                                                   | -                                                                        | Cap.                                                                     |
| 5-4-2006                                                                 | Chittagong                                                               | Afghanistan                                                              | 1 – 1                                                                    | Filippine                                                                | AFC Challenge Cup 2006                                                   | -                                                                        | Cap.                                                                     |
| 13-5-2008                                                                | Iloilo                                                                   | Filippine                                                                | 1 – 0                                                                    | Brunei                                                                   | Qual. AFC Challenge Cup 2010                                             | -                                                                        |                                                                          |
| 15-5-2008                                                                | Iloilo                                                                   | Filippine                                                                | 0 – 0                                                                    | Tagikistan                                                               | Qual. AFC Challenge Cup 2010                                             | -                                                                        |                                                                          |
| 17-5-2008                                                                | Barotac Nuevo                                                            | Filippine                                                                | 3 – 0                                                                    | Bhutan                                                                   | Qual. AFC Challenge Cup 2010                                             | -                                                                        | 90’                                                                      |
| 14-4-2009                                                                | Malé                                                                     | Bhutan                                                                   | 0 – 1                                                                    | Filippine                                                                | Qual. AFC Challenge Cup 2010                                             | -                                                                        | Cap.                                                                     |
| 16-4-2009                                                                | Malé                                                                     | Maldive                                                                  | 3 – 2                                                                    | Filippine                                                                | Qual. AFC Challenge Cup 2010                                             | 1                                                                        | 24’                                                                      |
| 9-10-2010                                                                | Kaohsiung                                                                | Hong Kong                                                                | 4 – 2                                                                    | Filippine                                                                | Amichevole                                                               | -                                                                        |                                                                          |
| 9-2-2011                                                                 | Bacolod                                                                  | Filippine                                                                | 2 – 0                                                                    | Mongolia                                                                 | Qual. AFC Challenge Cup 2012                                             | -                                                                        | Cap.                                                                     |
| 15-3-2011                                                                | Ulan Bator                                                               | Mongolia                                                                 | 2 – 1                                                                    | Filippine                                                                | Qual. AFC Challenge Cup 2012                                             | -                                                                        | Cap. 80’                                                                 |
| 21-3-2011                                                                | Yangon                                                                   | Birmania                                                                 | 1 – 1                                                                    | Filippine                                                                | Qual. AFC Challenge Cup 2012                                             | -                                                                        | Cap.                                                                     |
| 23-3-2011                                                                | Yangon                                                                   | Palestina                                                                | 0 – 0                                                                    | Filippine                                                                | Qual. AFC Challenge Cup 2012                                             | -                                                                        | Cap.                                                                     |
| 25-3-2011                                                                | Yangon                                                                   | Bangladesh                                                               | 0 – 3                                                                    | Filippine                                                                | Qual. AFC Challenge Cup 2012                                             | -                                                                        | Cap.                                                                     |
| 29-6-2011                                                                | Colombo                                                                  | Sri Lanka                                                                | 1 – 1                                                                    | Filippine                                                                | Qual. Mondiali 2014                                                      | -                                                                        | Cap. 65’                                                                 |
| 3-7-2011                                                                 | Manila                                                                   | Filippine                                                                | 4 – 0                                                                    | Sri Lanka                                                                | Qual. Mondiali 2014                                                      | -                                                                        | Cap. 60’                                                                 |
| 28-7-2011                                                                | Manila                                                                   | Filippine                                                                | 1 – 2                                                                    | Kuwait                                                                   | Qual. Mondiali 2014                                                      | -                                                                        | Cap.                                                                     |
| 2-10-2011                                                                | Kaohsiung                                                                | Taiwan                                                                   | 0 – 0                                                                    | Filippine                                                                | Amichevole                                                               | -                                                                        | Cap.                                                                     |
| 7-10-2011                                                                | Kallang                                                                  | Singapore                                                                | 2 – 0                                                                    | Filippine                                                                | Amichevole                                                               | -                                                                        |                                                                          |
| Totale                                                                   |                                                                          | Presenze                                                                 | 19                                                                       |                                                                          | Reti                                                                     | 1                                                                        |                                                                          |